# آلن ایگلز
آلن ایگلز (انگلیسی: Alan Eagles; ۶ سپتامبر ۱۹۳۳ – ۶ نوامبر ۱۹۹۵) بازیکن فوتبال اهل بریتانیا بود.
از باشگاه‌هایی که در آن بازی کرده‌است می‌توان به باشگاه فوتبال هیلینگدون بورو، باشگاه فوتبال کویینز پارک رنجرز، باشگاه فوتبال کولچستر یونایتد، باشگاه فوتبال ابسفلیت یونایتد، باشگاه فوتبال دیل تاون، باشگاه فوتبال کارشالتون اتلتیک، و باشگاه فوتبال لیتون اورینت اشاره کرد.